# Dulicze
Dulicze (biał. Дулічы, ros. Дуличи) – wieś na Białorusi, w obwodzie mińskim, w rejonie mińskim, w sielsowiecie Horanie.
W czasach Rzeczypospolitej wieś leżała w województwie mińskim. Miejscowość oddzielona została od Polski w wyniku II rozbioru. Ponownie pod polską administracją w latach 1919–1920 w okręgu mińskim Zarządu Cywilnego Ziem Wschodnich.
Miejscowość pojawia się na kartach powieści Sergiusza Piaseckiego Kochanek Wielkiej Niedźwiedzicy.